# Кантор, Борис Зиновьевич
Борис Зиновьевич Кантор (6 апреля 1930, г., Москва - 30 июля 2022 г.) — действительный член Всесоюзного, а затем  Российского Минералогического Общества (с 1978 г.) и Общества любителей камня Московского общества испытателей природы. 
Любитель и большой знаток минералов, выдающийся популяризатор минералогии и кристаллографии, фотохудожник.  
Образование и основная профессия — инженер по городскому электротранспорту, кандидат технических наук. Многие годы увлечённо интересовался коллекционированием минералов, в свободное от основной работы время путешествовал за коллекционными образцами по многим месторождениям России, Кавказа и Закавказья и Средней Азии. Интересовался минералогией и смежными областями геологических наук, учением об онтогении минералов, изучал процессы роста кристаллов минералов и их агрегатов в природе, разбирался в истории минералогии. 
Автор более пятидесяти научно-популярных статей о минералах и минералогии, а также девяти увлекательных книг, иллюстрированных собственными фотографиями и рисунками. 
Книги и статьи  Бориса Кантора способствуют распространению минералогической «грамотности» и интереса к миру камня как у детей и школьников, так и у коллекционеров и широкой аудитории любителей природы и освещают многие практические аспекты поиска коллекционных образцов минералов, их сбора, препарирования, подготовки для коллекций, а также фотографирования. 
Ряд статей и две книги Б.З. Кантора переведены на английский язык и переизданы за рубежом.

## Книги
- Коллекционирование минералов. — М.: Недра, 1982. — 173 с.
- Минерал рассказывает о себе. — М.: Недра, 1985. - 135 с
- Коллекционирование минералов, издание 2-е, перераб. и дополн. М.: Недра, 1991. - 187 с.
- Минералы. — М.: Хоббикнига; АСТ-Пресс, 1995. — 192 с.
- Беседы о минералах. — М.: Астрель, 1997. — 136 с.
- Crystal Growth & Development, Interpreted from a Mineral’s Present Form // M.: Mineralogical Almanac, vol. 6, 2003. 128 pp. (на англ.).
- Мир минералов: Книга для детей среднего и старшего школьного возраста. — М.: Роснедра, Росгео, Экост, 2005. — 128 с.
- Мир минералов детям и взрослым. - М.: Минералогический Альманах, 2013, - 160 с.
- Беседы о минералах: эстетика несовершенства. - М.: Издательский дом КДУ, 2017, - 215 с.
- Коллекционирование минералов. Школа начинающего коллекционера. - М.: Русские минералы и Минералогический альманах, 2020, - 128 с.